# Upon the Shadow
Upon the Shadow (àrab: في الظل, Fī ẓ-ẓill) és un documental francotunisià dirigit per Nada Mezni Hafaiedh en 2017. La pel·lícula aborda el tema de la discriminació per orientació sexual i identitat de gènere a Tunísia.
La pel·lícula es va estrenar en el Thessaloniki Documentary Festival de 2017. La pel·lícula va guanyar el Tanit de Bronze durant el Festival de Cinema de Cartago de l'any 2017 en la categoria de «Llargmetratges documentals».

## Sinopsi
Amina Sboui és una activista dels drets humans envoltada dels seus amics, que són persones rebutjades per les seves famílies a causa de les seves orientacions sexuals i identitats de gènere i als quals acull a la seva casa. Al poble de Sidi Bou Said, descobreix els reptes als quals s'enfronta la comunitat LGBTQI+ a Tunísia en la seva lluita contra la discriminació per orientació i identitat sexual.